# سعد اليتيم (مسلسل)
مسلسل مصري إنتاج عام 1997 يدور حول سعد اليتيم الذي يولد دون أن يعرف أصله، ثم يكتشف فيقرر الانتقام.

## بطولة
| - ياسر جلال: سعد اليتيم - دلال عبد العزيز: صبيحة - سميحة أيوب: أم جابر - طارق الدسوقي: المعز - إبراهيم يسري: بدران عم سعد - فاطمة التابعي: شامة أم سعد - محمود مسعود: سعيد - هادي الجيار: ريس سطوحي - رياض الخولي: جابر - وفاء مكي: فوز عمة سعد - وجدي العربي: فاضل أبو سعد | - بسام رجب: أبو فارس - ميرنا المهندس: فاطمة بنت بدران - صبري عبد المنعم: منجي - أحمد خميس: الشيخ عقيل الزيات - فكري صادق: مغاوري - فايق عزب: شيخ نمر - عمر ناجي - جلال عبد القادر - علي قاعود: من الصيادين - نرمين كمال - مجدي كامل: حمزة | - أيمن عبد الرحمن - داليا إبراهيم - عصام الشويخ: عبد الرحمن - أحمد الطماني: أحمد - مصطفى الصغير - عبد الله حفني - علي الزفتاوي: المرسي مربى سعد - حمدي إسماعيل - كاميليا ابراهيم - أحمد سعيد - موسى عثمان | - عبد الجواد متولي - عبد المنعم المرصفي - أمين عنتر - صالح العويل: حارس السجن - خالد جمعة - شوكت الشيخ - محمود خطاب - عبد العزيز مبارك - أمل مدكور - نادية شمس الدين: زوجة المرسي - محمد جمال |

## فريق العمل
| - مؤلف: زكريا الحجاوي - معالجة وسيناريو وحوار: مصطفى إبراهيم - أشعار: عبد الرحمن الأبنودي - الألحان: سيد مكاوي - غناء: حسن فؤاد - مها البدري - ألحان المقدمة والنهاية والموسيقى التصويرية: عبد الحميد عبد الغفار - مصممة الأزياء: سامية حواش - مهندس الديكور: حسام مصطفى - مهندس الديكور: مها الصوابي - مدير الإضاءة: صحراء صلاح الدين - ناصر حفني - مدير التصوير الخارجي: أسامة صالح - مدير التصوير الداخلي: مصطفى عيد - أشرف قطقط - تصوير: طارق عبد الغني - محمد حسين - إعداد مسويقى: سمير زين - تصميم المقدمة والنهاية: أشرف موسى | - تصميم وتنفيذ الخدع: فريد عبد الحي - مصمم الإستعراضات: هشام المقدم - مونتاج فيديو: مصطفى شرف - السيد سلامة - محمود إبراهيم - محمد عبد الرازق - موزع: قطاع الشئون المالية والاقتصادية - إ.ذ.ت.م ج.م.ع - مساعد مخرج أول: رحمة المشري - مساعد مخرج أول: هند محمد - مساعد مخرج أول: جمعة بدران - مدير الإنتاج: أحمد إسماعيل - المنتج الفني: عبد الحميد الشاذلي - منتج: قطاع الإنتاج -اتحاد الإذاعة والتلفزيون ج.م.ع - مخرج: إبراهيم الشوادي - التصوير الداخلي: بأستديو الأهرام - الوحدة السابعة - إدارة هندسية م. سهير البدوي - محمد إبراهيم - المونتاج والمكساج: إدارة هندسية م. عفاف عثمان - مهدسو الإستيدو: سناء شتا - محمد الشقنقيري - كمال السيد - نائل عبد الحميد- أشرف غبية | - صيانة هندسية: بشاي هارون - هدى عبده- عزة محرم- عبد الخالق عبد الحميد - صيانة فنية: سيد غياض - محمد حامد - مصطفى عرابي - تسجيل الموسيقى والألحان: باسديوهات صوت القاهرة - إستديو 46: م. زكريا عامر - عادل أبو العلا - أشرف مرسي - مكساج صوت: محمد عبد المنعم - مهندس الديكور المساعد: مها الصوابي - إكسسوار: عباس صابر - دسوقي محمد - ماكيج: فاطمة أنور - حسن ملة - مساعد ماكيير: هبة إبراهيم - - كوافير: فاروق عبد الفتاح - محمد حسنين - مجدي خلف - فوتوغرافيا: إسكندر رجواج - ريجيسير: محمد منجي - كلاكيت: محمد حجازي - مساعد لإخراج: مرو حسن - محمد لاشين |